# 林田騰九郎
林田 騰九郎（はやしだ とうくろう、1843年10月14日（天保14年9月21日） - 1899年（明治32年）9月5日）は、明治時代滋賀県の政治家。

## 生涯
1843年10月14日（（旧暦）天保14年9月21日）、近江国甲賀郡相模村（現甲賀市）に生まれる。1872年（明治5年）甲賀郡第7区副区長、1874年（明治7年）同区長に選ばれ、地租改正時には甲賀郡総代として地価軽減運動に奔走した。1880年（明治13年）、第一回県議会が大津南町（現大津市）顕證寺において開かれ、騰九郎は甲賀郡選出県会議員として参加した。1884年（明治17年）4月9日の県会において騰九郎は「農商学校」設立建議案を提出し、これが後の滋賀県立商業（現滋賀県立八幡商業高等学校）設立に繋がる。なお同年6月23日互選により中小路与平治・岡田逸治郎・山岡桃庵等と共に常置委員に騰九郎は初めて選ばれた。
1889年（明治22年）4月1日町村制以降に伴い甲賀郡大原村（現甲賀市）初代村長に就任した。その後1891年（明治24年）3月第1回衆議院議員総選挙に滋賀県第2選挙区（栗太郡・野洲郡・甲賀郡）より出馬するが落選。1892年（明治25年）2月15日第2回衆議院議員総選挙において初当選を果たしたが、1894年（明治27年）3月1日第3回衆議院議員総選挙において立憲自由党の岡田逸治郎に僅か38票差で破れ落選した。この間、私費を投じて湖南日報を発行し住民の啓蒙活動にも勤めたが、1899年（明治32年）9月5日死去した。